# 白羊座29
白羊座29（29 Ari, 29 Arietis），是一颗位于白羊座的恒星，距离地球约94光年，视星等为6.001。